# コヨーテ・アグリー
『コヨーテ・アグリー』（Coyote Ugly）は、2000年に公開されたアメリカ映画。ニューヨークに実在するクラブ「コヨーテ・アグリー・サルーン」を舞台としている。
DVDには劇場公開されたバージョンが収録された『特別版』と追加シーンが収録された『特別編集版』の2種類が存在する。Blu-rayは1枚に同時収録されている。

## ストーリー
ニュージャージー州サウス・アンボイのピザ屋で働くヴァイオレットはソングライターになるためにニューヨークへと旅立った。しかし、引越し早々空き巣の被害にあってしまい金が底をつく。そんな時、ヴァイオレットは偶然入ったダイナー（大衆食堂）で景気よく金を使う女達を見かける。彼女達がクラブ「コヨーテ・アグリー」のバーテンダーだと知ったヴァイオレットは、バーの扉を敲く。しかしそこは、バーテンダーがカウンターで踊りまわる過激なバーだった。

## 登場人物
役名：役者（DVD版日本語吹替声優）
- ヴァイオレット・サンフォード：パイパー・ペラーボ（三石琴乃）
コヨーテ・アグリーのバーテンダー、クラブでの役は"ジャージーの尼さん"。
ニュージャージー州サウス・アンボイ出身だが、ソングライターとなるためにニューヨークへ向かう。
- ケヴィン・オドネル：アダム・ガルシア（小西克幸）
食堂の厨房や魚河岸で働いている。オーストラリア出身という以外は秘密が多い。
- リル：マリア・ベロ（深見梨加）
コヨーテ・アグリーの支配人、クラブを自分の家のように愛している。ノースダコタ州出身。
- キャミー：イザベラ・マイコ（石塚理恵）
コヨーテ・アグリーのバーテンダー、クラブでの役は"ロシアの小悪魔"。
- ゾーイ：タイラ・バンクス（佐藤ゆうこ）
コヨーテ・アグリーのバーテンダー。法律の勉強をするためにクラブを辞める。
- レイチェル：ブリジット・モイナハン（浅野まゆみ）
コヨーテ・アグリーのバーテンダー、クラブでの役は"NYのアバズレ"。
ヴァイオレットに厳しくあたる。仮釈放中。
- グロリア：メラニー・リンスキー（岡村明美）
ヴァイオレットの親友。ヴァイオレットのために力をかす。
- ビル・サンフォード：ジョン・グッドマン（玄田哲章）
ヴァイオレットの父親。ヴァイオレットがニューヨークへ行くことに反対する。
- リアン・ライムス：リアン・ライムス本人
ヴァイオレットの書いた曲「キャント・ファイト・ザ・ムーンライト」を歌った歌手。

※なおリアン・ライムスは実在の歌手で「キャント・ファイト・ザ・ムーンライト」以外にも、パイパーの歌っている全ての曲の吹き替えを担当している。

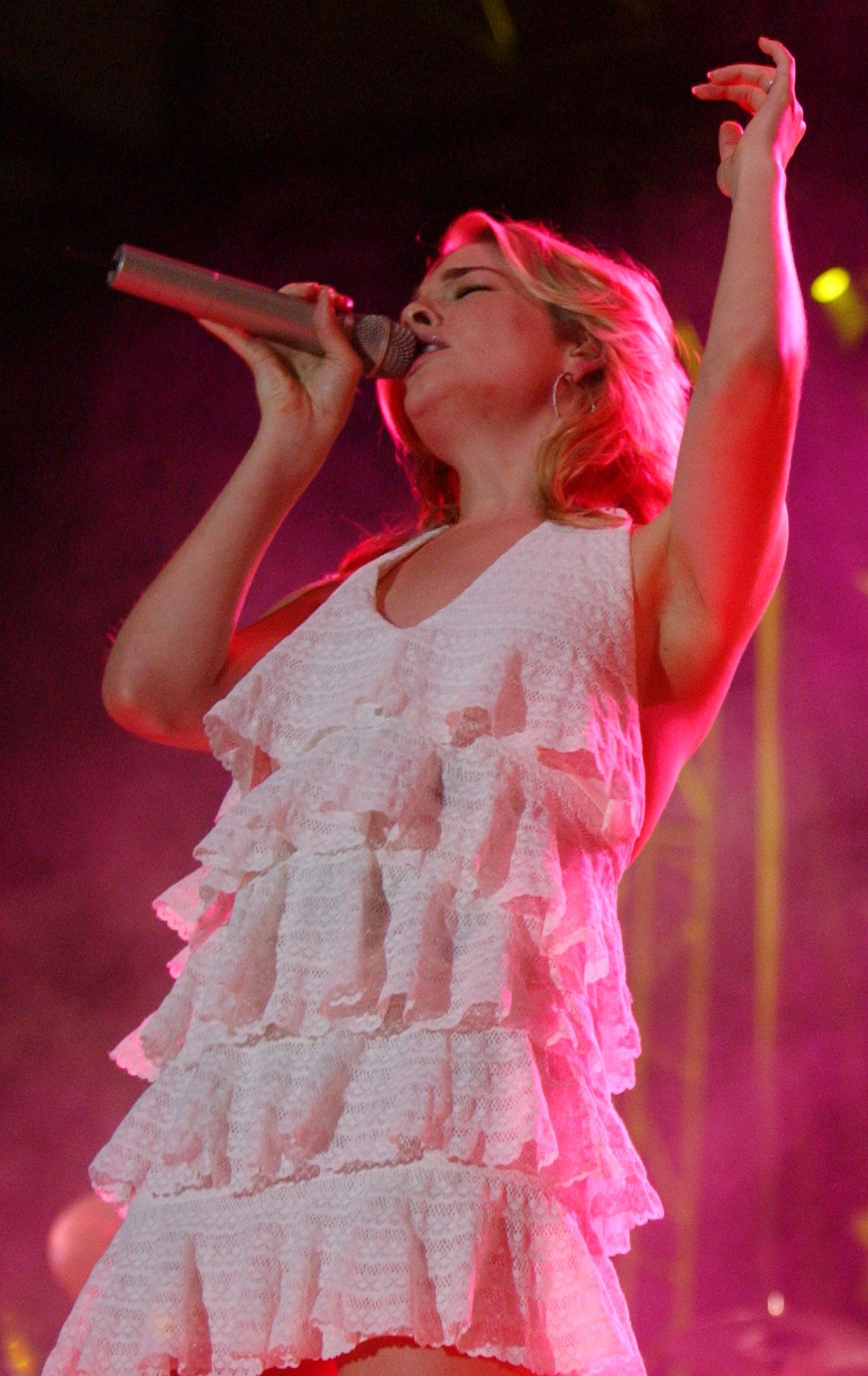
リアン・ライムス

## サウンドトラック
- 『コヨーテ・アグリー』 2000年12月1日 ヒートウェーヴより発売

1. Can't Fight The Moonlight〈LeAnn Rimes〉
2. Please Remember〈LeAnn Rimes〉
3. The Right Kind Of Wrong〈LeAnn Rimes〉
4. But I Do Love You〈LeAnn Rimes〉
5. All She Wants To Do Is Dance〈Don Henley〉
6. Unbelievable〈EMF〉
7. The Power〈Snap!〉
8. Need You Tonight〈INXS〉
9. The Devil Went Down To Georgia〈The Charlie Daniels Band〉
10. Boom Boom Boom〈Rare Blend〉
11. Didn't We Love〈Tamara Walker〉
12. We Can Get There〈Mary Griffi〉
- 『モア・コヨーテ・アグリー』 2003年3月1日 コロムビアミュージックエンタテインメントより発売

1. Can't Fight The Moonlight〈LeAnn Rimes〉
2. One Way Or Another〈Blondie 〉
3. Rebel Yell〈Billy Idol〉
4. Rock This Town〈Stray Cats〉
5. Keep Your Hands to Yourself〈Georgia Satellites〉
6. Out Of My Head〈Fastball〉
7. Battle Flag (Lo-Fidelity Allstars Remix)〈Pigenhed〉
8. It Takes Two〈Rob Base & D.J. E-Z Rock〉
9. Love Machine〈The Miracles〉
10. We Can Get There (Almighty Radio Edit)〈Mary Griffin〉
11. Can't Fight The Moonlight (Graham Stack Radio Edit)〈LeAnn Rimes (bonus track)〉
12. But I Do Love You (Almighty Radio Edit)〈LeAnn Rimes (bonus track)〉